# Alexander Kølpin

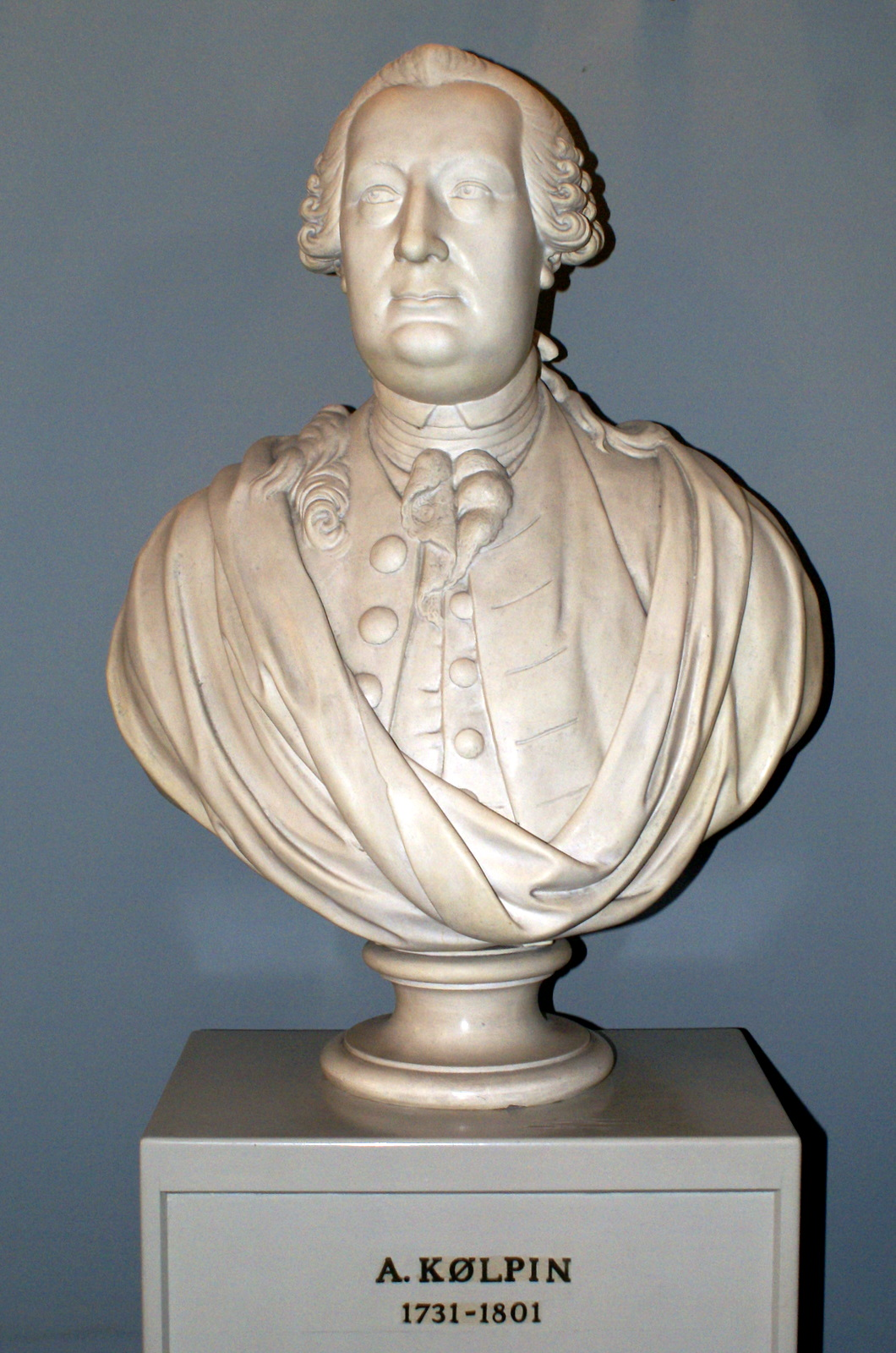
Byst av Alexander Kølpin i danska läkareföreningens hus, Domus Medica

Alexander Kølpin, född 7 juli 1731 i Uetersen, Holstein, död 20 januari 1801 vid Köpenhamn, var en tysk-dansk kirurg.
Efter en lärotid hos olika kirurger reste Kølpin 1749 till Hamburg och därefter 1752 till Köpenhamn, där han studerade vid Theatrum anatomico-chirurgicum. Han tjänstgjorde 1756-63 som militärläkare och återvände därefter till Köpenhamn, där han avlade kirurgisk och medicinsk examen och utarbetade en doktorsavhandling som dock ej försvarade. Efter att under två år ha vistats i utlandet var han 1766-76 överkirurg vid Frederiks Hospital och blev 1768 hovkirurg. Det var i hög grad Kølpin som utarbetade planen till Det Kongelige Kirurgiske Akademi i Köpenhamn, där han var professor från inrättandet 1785. Han var en av denna akademis mest verksamma medlemmar, inte bara som lärare, utan även i dess roll som övervakare av den danska kirurgin. Han hade därigenom, intill 1791, stor betydelse för kirurgins och medicinalväsendets utveckling i Danmark. 
Samma år utförde Kølpin operation på livmedikus Johann Just von Berger, som på grund av blodförgiftning och hjärninflammation fick dödlig utgång, och föranledde hårda och tämligen oberättigade angrepp mot honom. Samma år blev hans fiende Henrich Callisen utnämnd till professor vid kirurgiska akademien med löfte om att få efterträda Wilhelm Hennings som generaldirektör för kirurgin. Kølpin deltog därefter inte längre i akademiens arbete, och 1794, då Hennings avled, tog han avsked. Han testamenterade sitt stora medicinska bibliotek och en summa pengar till akademien. Hans litterära verksamhet var av ringa betydelse. Han var ledamot av Vetenskapsakademien i Stockholm från 1791.